# Pietro Ottoboni
Pietro Ottoboni (Venecia, 2 de julio de 1667-Roma, 29 de febrero de 1740) fue un cardenal y mecenas italiano.

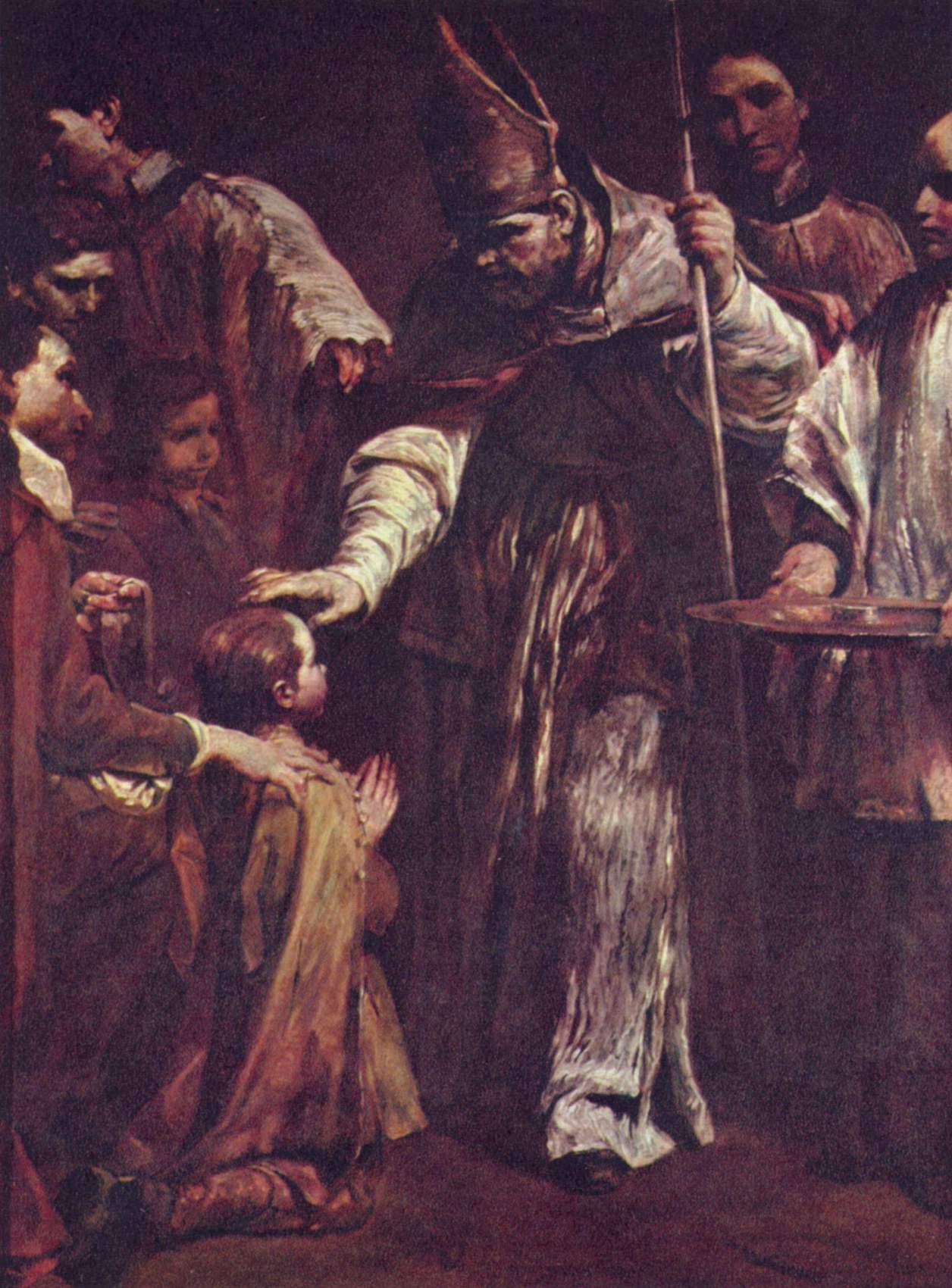
Giuseppe Maria Crespi: La Confirmación, antiguamente propiedad de la colección del cardenal Ottoboni, (Dresde, Gemäldegalerie).

Sobrino del papa Alejandro VIII, fue erigido al cardenalato con el título de San Lorenzo in Damaso inmediatamente después de haber recibido las órdenes menores en 1689. Rápidamente fue nombrado Secretario de Estado y gobernador de Fermo, Tívoli y Capranica. Enseguida destacó en el ambiente romano por su munificencia y su mecenazgo de artistas, poetas y músicos. Miembro de la Accademia dell'Arcadia, Ottoboni atrajo a su pequeña corte -situada en el Palacio de la Cancillería-, a compositores importantísimos, tales como Arcangelo Corelli, Alessandro Scarlatti y Georg Friedrich Haendel, quienes le dedicaron algunas de sus obras más importantes.
Su regreso a Venecia en 1726 fue celebrado triunfalmente con festejos y conciertos musicales, entre los cuales destacó una colección de arias que se tituló L'Andromeda liberata, una de las cuales fue escrita por Antonio Vivaldi.
En las artes figurativas, se preocupó del sepulcro de su tío, el papa Alejandro VIII, en la Basílica de San Pedro de Roma (1695-1725) y encargó a Filippo Juvarra el teatro (hoy perdido) del Palacio de la Cancillería.
Pietro Ottoboni también fue responsable de la ola de neovenecianismo que caracterizó la pintura romana a finales del siglo XVII y comienzos del XVIII: trabajaron para él Francesco Trevisani y Sebastiano Ricci. Encargó en 1712 la importantísima serie de los Siete Sacramentos al boloñés Giuseppe Maria Crespi (actualmente en Dresde). Otro artista a su servicio fue Sebastiano Conca.
Además de Filippo Juvarra, el cardenal Ottoboni tenía en sus dependencias a otros arquitectos de la calidad de Ludovico Rusconi Sassi, Giovanni Battista Vaccarini, Pietro Passalaqua y Domenico Gregorini. Sin embargo, su crónica carencia de fondos le impidió hacer obras importantes en la basílica de la que, como cardenal, era titular, San Lorenzo in Damaso.
En 1735 donó su colección de antigüedades a los Museos Capitolinos de Roma.
Pietro Ottoboni fue también obispo de Sabina y de Frascati y arcipreste de las basílicas romanas de San Juan de Letrán y Santa Maria Maggiore. Se preocupó de que los restos mortales del compositor Arcangelo Corelli se sepultaran en el Panteón de Roma.

## Pietro Ottoboni en la red
- Wikimedia Commons alberga una categoría multimedia sobre Pietro Ottoboni.

| Predecesor: Francesco Barberini | Decano del Colegio Cardenalicio 1738 - 1740 | Sucesor: Tommaso Ruffo |

- Datos: Q725737
- Multimedia: Pietro Ottoboni / Q725737